# Österöfjärden
Österöfjärden är en fjärd i Åland (Finland). Den ligger i den östra delen av landskapet, mellan Lappo och Enklinge, 60 km nordost om huvudstaden Mariehamn.
Fjärden Lappvesi ligger söder om Österöfjärden.